# Heptacarpus futilirostris
Heptacarpus futilirostris är en kräftdjursart som först beskrevs av Charles Spence Bate 1888.  Heptacarpus futilirostris ingår i släktet Heptacarpus och familjen Hippolytidae. Inga underarter finns listade i Catalogue of Life.